# Kerb crawler
Um kerb crawler (ou curb crawler) é uma pessoa que circula de carro por áreas conhecidas pela prostituição de rua, solicitando prostitutas para atividade sexual. O ato é denominado kerb crawling porque a pessoa geralmente dirige muito devagar ao longo do meio-fio.
Onde a prostituição é ilegal, os kerb crawlers são amplamente considerados um incômodo público; eles ajudam a manter as prostitutas de rua em atividade em bairro da luz vermelhas e frequentemente solicitam pedestres, que não são prostitutas, para relações sexuais. Como resultado, o kerb crawling é ilegal em muitas jurisdiçãos.
Operações de armadilha em que a polícia disfarçada aguarda que os kerb crawlers os abordem são um método comum para combater o kerb crawling. Kerb crawling é ilegal no Canadá, no Reino Unido, nos Estados Unidos, na Coreia do Sul e na Índia. A polícia também pode coletar os número da placa do veículo de veículos que aparentam estar praticando kerb crawling e pode contatar seus proprietários registrados. Kerb crawling e solicitação em via pública são legais na Nova Zelândia.

## Reino Unido
Embora a prostituição seja legal no Reino Unido, solicitar serviços em via pública não o é. Seguindo as recomendações do relatório de 1984 do Criminal Law Revision Committee intitulado Prostitution on the Street, o Sexual Offences Act 1985 do Reino Unido introduziu o delito de kerb crawling para solicitar persistentemente mulheres com o objetivo de obter serviços de prostituição. O Policing and Crime Act 2009 modificou o Sexual Offences Act 2003 para redefinir o delito e remover a exigência de "persistência".
No Reino Unido, a solicitação é um delito de natureza sumária, punido com multa, embora em algumas circunstâncias os infratores possam ser proibidos de dirigir e ter seus veículos apreendidos. A polícia na Inglaterra possui discricionariedade para processar, emitir uma sanção extrajudicial (advertência) ou mesmo não tomar mais nenhuma providência contra os infratores, dependendo da prática local. Estratégias alternativas, como os Programas de Reabilitação para Kerb Crawlers (KCRP), foram implementados em algumas áreas, como em Leeds, mas esses programas são criticados por alguns.
O Crown Prosecution Service britânico e as Diretrizes Nacionais de Policiamento não incentivam a aplicação da lei contra prostitutas ou clientes, mas sim contra aqueles que exploram as prostitutas para ganho financeiro (por exemplo, proxenetismo).